# Coleophora adjunctella
Coleophora adjunctella — вид лускокрилих комах родини чохликових молей (Coleophoridae).

## Поширення
Вид поширений майже по всій Європі, за винятком Піренейського та Балканського півостровів. Присутній у фауні України.

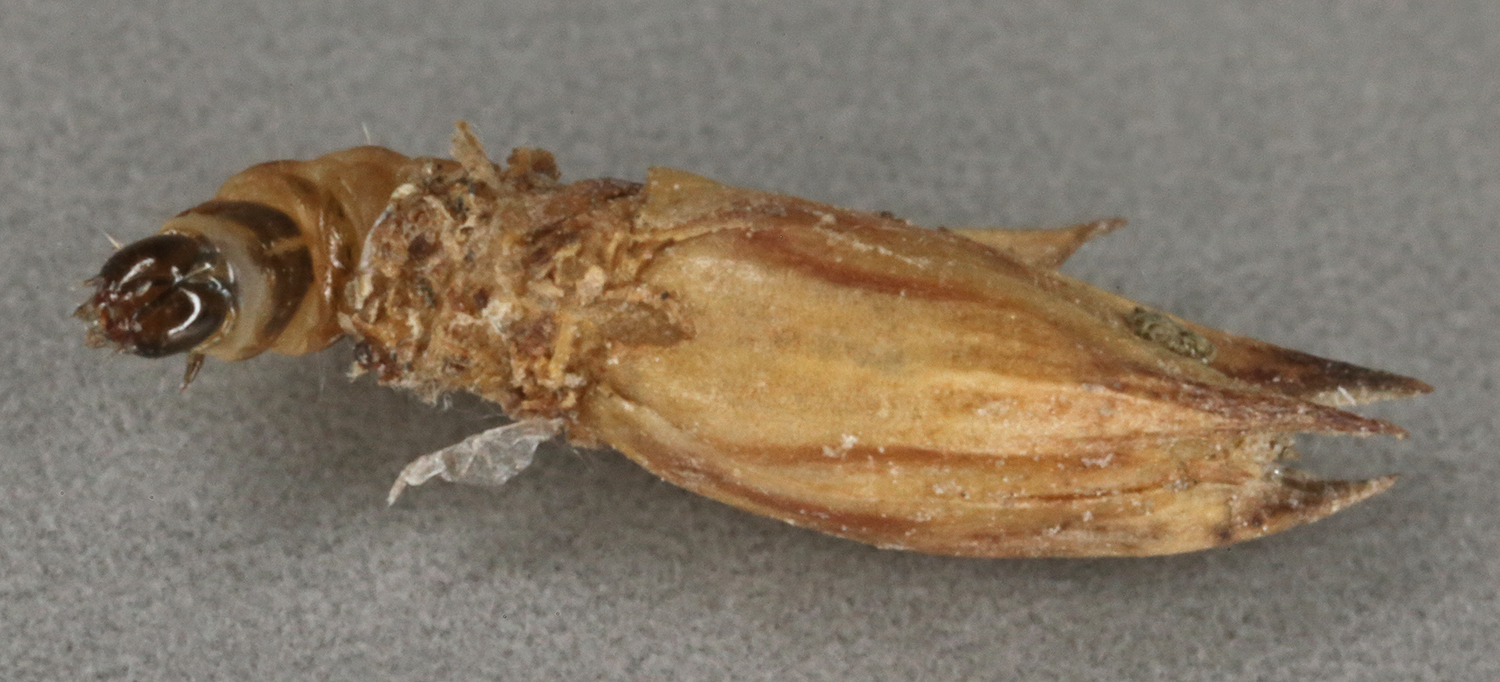
Личинка у насінині ситника

## Опис
Розмах крил 8-10 мм. Голова коричнева. Тіло сіро-коричневе. Крила сірого кольору. У стані спокою передня частина тіла припіднята, крила складені поверх тіла. Задні краї крил загострені та видовжені, виступають за межі тіла.

## Спосіб життя
Метелики літають з кінця червня по липень. Існує одне покоління у рік. Гусінь з'являється у серпні. Вона живе у середині насіння ситника Жерара, яким харчується.